# Warren City, Texas
Warren City là một thành phố thuộc quận Gregg, tiểu bang Texas, Hoa Kỳ. Năm 2010, dân số của xã này là 298 người.

## Dân số
- Dân số năm 2000: 343 người.
- Dân số năm 2010: 298 người.